# Cerezo Osaka 1995
Questa voce raccoglie le informazioni riguardanti il Cerezo Osaka nelle competizioni ufficiali della stagione 1995.

## Stagione
Al suo esordio nel calcio professionistico il Cerezo Osaka, rafforzato nell'organico dall'arrivo di giocatori stranieri come Gilmar Rinaldi e Dely Valdés, disputò un campionato di media classifica conclusosi con un ottavo posto nella graduatoria complessiva e fu eliminato nelle fasi iniziali della coppa nazionale.

## Divisa e sponsor
Vengono confermate le maglie della stagione precedente, prodotte dalla Mizuno e con gli sponsor Nippon Ham nella parte anteriore e Capcom nel retro.
| Manica sinistra · Manica sinistra · Maglietta · Maglietta · Manica destra · Manica destra · Pantaloncini · Calzettoni | Manica sinistra · Manica sinistra · Maglietta · Maglietta · Manica destra · Manica destra · Pantaloncini · Calzettoni |  |

## Rosa
| N. |                     | Ruolo | Calciatore        |
| -- | ------------------- | ----- | ----------------- |
| -  | Brasile (bandiera)  | P     | Gilmar            |
| -  | Giappone (bandiera) | P     | Nobuhiro Takeda   |
| -  | Giappone (bandiera) | P     | Jirō Takeda       |
| -  | Giappone (bandiera) | P     | Shinji Yamasaki   |
| -  | Giappone (bandiera) | D     | Hirokazu Sasaki   |
| -  | Giappone (bandiera) | D     | Satoshi Kajino    |
| -  | Brasile (bandiera)  | D     | Toninho Cecílio   |
| -  | Giappone (bandiera) | D     | Kazuhiro Murata   |
| -  | Giappone (bandiera) | D     | Akimasa Tsukamoto |
| -  | Giappone (bandiera) | D     | Hiroyuki Inagaki  |
| -  | Giappone (bandiera) | D     | Rikiya Kawamae    |
| -  | Giappone (bandiera) | D     | Masato Otake      |
| -  | Brasile (bandiera)  | D     | Júnior            |
| -  | Giappone (bandiera) | D     | Koji Yamaguchi    |
| -  | Giappone (bandiera) | D     | Kozaburo Shigeno  |
| -  | Giappone (bandiera) | D     | Kazuo Shimizu     |
| -  | Giappone (bandiera) | D     | Masanori Kizawa   |
| -  | Giappone (bandiera) | D     | Shigeki Kurata    |
| -  | Giappone (bandiera) | D     | Takahiro Hatakeda |
| -  | Giappone (bandiera) | C     | Tomoo Kudaka      |
| -  | Giappone (bandiera) | C     | Tatsuya Kojima    |
| -  | Brasile (bandiera)  | C     | Bernardo          |

| N. |                     | Ruolo | Calciatore          |
| -- | ------------------- | ----- | ------------------- |
| -  | Giappone (bandiera) | C     | Naohiro Kitade      |
| -  | Giappone (bandiera) | C     | Mitsuhiro Misaki    |
| -  | Giappone (bandiera) | C     | Yasushi Mizusaki    |
| -  | Giappone (bandiera) | C     | Takayuki Yokoyama   |
| -  | Giappone (bandiera) | C     | Hiroaki Morishima   |
| -  | Giappone (bandiera) | C     | Katsutoshi Dōmori   |
| -  | Giappone (bandiera) | C     | Katsuhiro Minamoto  |
| -  | Giappone (bandiera) | C     | Kazunari Koga       |
| -  | Brasile (bandiera)  | C     | Marquinhos          |
| -  | Giappone (bandiera) | C     | Takashi Yamahashi   |
| -  | Giappone (bandiera) | C     | Toru Kishimoto      |
| -  | Giappone (bandiera) | A     | Katsuo Kanda        |
| -  | Giappone (bandiera) | A     | Keisuke Makino      |
| -  | Giappone (bandiera) | A     | Tatsuya Morishige   |
| -  | Giappone (bandiera) | A     | Shinichi Sato       |
| -  | Panama (bandiera)   | A     | Jorge Dely Valdés   |
| -  | Giappone (bandiera) | A     | Kazuhiro Nigorisawa |
| -  | Giappone (bandiera) | A     | Tomotaka Fukagawa   |
| -  | Giappone (bandiera) | A     | Yo Sasaki           |
| -  | Giappone (bandiera) | A     | Tomoya Takehana     |
| -  | Giappone (bandiera) | A     | Akinori Nishizawa   |

## Statistiche

### Statistiche di squadra
| Competizione          | Punti | Totale | Totale | Totale | Totale | Totale | DR  |
| Competizione          | Punti | G      | V      | P      | Gf     | Gs     | DR  |
| --------------------- | ----- | ------ | ------ | ------ | ------ | ------ | --- |
| J. League             | 75    | 52     | 25     | 27     | 77     | 97     | -20 |
| Coppa dell'Imperatore | -     | 2      | 1      | 1      | 3      | 2      | +1  |
| Totale                | -     | 54     | 26     | 28     | 80     | 99     | -19 |

### Statistiche dei giocatori
| Giocatore  | J. League | J. League | Coppa dell'Imperatore | Coppa dell'Imperatore | Totale   | Totale |
| Giocatore  | Presenze  | Reti      | Presenze              | Reti                  | Presenze | Reti   |
| ---------- | --------- | --------- | --------------------- | --------------------- | -------- | ------ |
| Bernardo   | 13        | 4         | 2                     | -                     | 15       | 4      |
| D. Valdés  | 31        | 19        | -                     | -                     | 31       | 19     |
| Fukagawa   | 23        | 3         | 2                     | 1                     | 25       | 4      |
| Gilmar     | 38        | -         | 2                     | -                     | 40       | -      |
| Inagaki    | 28        | 1         | 1                     | -                     | 29       | 1      |
| Kajino     | 47        | 3         | 2                     | -                     | 49       | 3      |
| Kanda      | 49        | 4         | 2                     | 1                     | 51       | 5      |
| Kawamae    | 25        | 2         | 2                     | 1                     | 27       | 3      |
| Kitade     | 3         | -         | -                     | -                     | 3        | -      |
| Kizawa     | 46        | 4         | 2                     | -                     | 48       | 4      |
| Koga       | 6         | -         | -                     | -                     | 6        | -      |
| Kudaka     | 10        | -         | -                     | -                     | 10       | -      |
| Kurata     | 27        | 1         | -                     | -                     | 27       | 1      |
| Marquinhos | 39        | 16        | 1                     | -                     | 40       | 16     |
| Minamoto   | 44        | 4         | 2                     | -                     | 46       | 4      |
| Misaki     | 26        | -         | 2                     | -                     | 28       | -      |
| Mizusaki   | 1         | -         | -                     | -                     | 1        | -      |
| Morishige  | 7         | -         | -                     | -                     | 7        | -      |
| Morishima  | 50        | 11        | 2                     | -                     | 52       | 11     |
| Murata     | 36        | -         | 2                     | -                     | 38       | -      |
| Otake      | 4         | -         | -                     | -                     | 4        | -      |
| H. Sasaki  | 12        | -         | -                     | -                     | 12       | -      |
| J. Takeda  | 12        | -         | -                     | -                     | 12       | -      |
| N. Takeda  | 2         | -         | -                     | -                     | 2        | -      |
| Toninho    | 34        | 2         | -                     | -                     | 34       | 2      |
| Tsukamoto  | 2         | -         | -                     | -                     | 2        | -      |
| Yamahashi  | 42        | 3         | 2                     | -                     | 44       | 3      |
| Yokoyama   | 8         | -         | 1                     | -                     | 9        | -      |